# Hyleoglomeris maior
Hyleoglomeris maior är en mångfotingart som beskrevs av Carl Graf Attems 1938. Hyleoglomeris maior ingår i släktet Hyleoglomeris och familjen klotdubbelfotingar. Inga underarter finns listade i Catalogue of Life.